# Park Joo-ho
Park Joo-ho ((박주호?, 朴柱昊?); Seul, 16 gennaio 1987) è un ex calciatore sudcoreano, di ruolo difensore.

## Nazionale
Ha partecipato al Mondiali Under-20 del 2007.

## Statistiche

### Cronologia presenze e reti in nazionale
| Cronologia completa delle presenze e delle reti in nazionale ― Corea del Sud | Cronologia completa delle presenze e delle reti in nazionale ― Corea del Sud | Cronologia completa delle presenze e delle reti in nazionale ― Corea del Sud | Cronologia completa delle presenze e delle reti in nazionale ― Corea del Sud | Cronologia completa delle presenze e delle reti in nazionale ― Corea del Sud | Cronologia completa delle presenze e delle reti in nazionale ― Corea del Sud | Cronologia completa delle presenze e delle reti in nazionale ― Corea del Sud | Cronologia completa delle presenze e delle reti in nazionale ― Corea del Sud |
| Data                                                                         | Città                                                                        | In casa                                                                      | Risultato                                                                    | Ospiti                                                                       | Competizione                                                                 | Reti                                                                         | Note                                                                         |
| ---------------------------------------------------------------------------- | ---------------------------------------------------------------------------- | ---------------------------------------------------------------------------- | ---------------------------------------------------------------------------- | ---------------------------------------------------------------------------- | ---------------------------------------------------------------------------- | ---------------------------------------------------------------------------- | ---------------------------------------------------------------------------- |
| 18-1-2010                                                                    | Seul                                                                         | Corea del Sud                                                                | 2 – 0                                                                        | Finlandia                                                                    | Amichevole                                                                   | -                                                                            |                                                                              |
| 22-1-2010                                                                    | Malaga                                                                       | Corea del Sud                                                                | 2 – 2                                                                        | Lettonia                                                                     | Amichevole                                                                   | -                                                                            |                                                                              |
| 7-2-2010                                                                     | Tokyo                                                                        | Corea del Sud                                                                | 5 – 0                                                                        | Hong Kong                                                                    | Coppa dell'Asia orientale 2010                                               | -                                                                            |                                                                              |
| 10-2-2010                                                                    | Tokyo                                                                        | Corea del Sud                                                                | 1 – 3                                                                        | Cina                                                                         | Coppa dell'Asia orientale 2010                                               | -                                                                            | 15’                                                                          |
| 14-2-2010                                                                    | Tokyo                                                                        | Giappone                                                                     | 1 – 3                                                                        | Corea del Sud                                                                | Coppa dell'Asia orientale 2010                                               | -                                                                            |                                                                              |
| 7-9-2010                                                                     | Seul                                                                         | Corea del Sud                                                                | 0 – 1                                                                        | Iran                                                                         | Amichevole                                                                   | -                                                                            | 89’                                                                          |
| 10-8-2011                                                                    | Sapporo                                                                      | Giappone                                                                     | 3 – 0                                                                        | Corea del Sud                                                                | Amichevole                                                                   | -                                                                            | 38’                                                                          |
| 30-5-2012                                                                    | Berna                                                                        | Spagna                                                                       | 4 – 1                                                                        | Corea del Sud                                                                | Amichevole                                                                   | -                                                                            | 57’                                                                          |
| 8-6-2012                                                                     | Doha                                                                         | Qatar                                                                        | 1 – 4                                                                        | Corea del Sud                                                                | Qual. Mondiali 2014                                                          | -                                                                            |                                                                              |
| 12-6-2012                                                                    | Goyang                                                                       | Corea del Sud                                                                | 3 – 0                                                                        | Libano                                                                       | Qual. Mondiali 2014                                                          | -                                                                            | 67’                                                                          |
| 11-9-2012                                                                    | Tashkent                                                                     | Uzbekistan                                                                   | 2 – 2                                                                        | Corea del Sud                                                                | Qual. Mondiali 2014                                                          | -                                                                            |                                                                              |
| 6-9-2013                                                                     | Incheon                                                                      | Corea del Sud                                                                | 4 – 1                                                                        | Haiti                                                                        | Amichevole                                                                   | -                                                                            | 86’                                                                          |
| 19-11-2013                                                                   | Dubai                                                                        | Russia                                                                       | 2 – 1                                                                        | Corea del Sud                                                                | Amichevole                                                                   | -                                                                            |                                                                              |
| 10-6-2014                                                                    | Miami Gardens                                                                | Ghana                                                                        | 4 – 0                                                                        | Corea del Sud                                                                | Amichevole                                                                   | -                                                                            | 82’                                                                          |
| 14-10-2014                                                                   | Seul                                                                         | Corea del Sud                                                                | 1 – 3                                                                        | Costa Rica                                                                   | Amichevole                                                                   | -                                                                            | 70’                                                                          |
| 14-11-2014                                                                   | Amman                                                                        | Giordania                                                                    | 0 – 1                                                                        | Corea del Sud                                                                | Amichevole                                                                   | -                                                                            | 46’                                                                          |
| 18-11-2014                                                                   | Teheran                                                                      | Iran                                                                         | 1 – 0                                                                        | Corea del Sud                                                                | Amichevole                                                                   | -                                                                            | 69’                                                                          |
| 4-1-2015                                                                     | Parramatta                                                                   | Arabia Saudita                                                               | 0 – 2                                                                        | Corea del Sud                                                                | Amichevole                                                                   | -                                                                            |                                                                              |
| 10-1-2015                                                                    | Canberra                                                                     | Corea del Sud                                                                | 1 – 0                                                                        | Oman                                                                         | Coppa d'Asia 2015 - 1º turno                                                 | -                                                                            |                                                                              |
| 13-1-2015                                                                    | Canberra                                                                     | Kuwait                                                                       | 0 – 1                                                                        | Corea del Sud                                                                | Coppa d'Asia 2015 - 1º turno                                                 | -                                                                            |                                                                              |
| 17-1-2015                                                                    | Brisbane                                                                     | Australia                                                                    | 0 – 1                                                                        | Corea del Sud                                                                | Coppa d'Asia 2015 - 1º turno                                                 | -                                                                            | 41’                                                                          |
| 22-1-2015                                                                    | Melbourne                                                                    | Corea del Sud                                                                | 2 – 0                                                                        | Uzbekistan                                                                   | Coppa d'Asia 2015 - Quarti di finale                                         | -                                                                            |                                                                              |
| 26-1-2015                                                                    | Sydney                                                                       | Corea del Sud                                                                | 2 – 0                                                                        | Iraq                                                                         | Coppa d'Asia 2015 - Semifinale                                               | -                                                                            | 40’                                                                          |
| 31-1-2015                                                                    | Sydney                                                                       | Corea del Sud                                                                | 1 – 2 dts                                                                    | Australia                                                                    | Coppa d'Asia 2015 - Finale                                                   | -                                                                            | 71’                                                                          |
| 27-3-2015                                                                    | Daejeon                                                                      | Corea del Sud                                                                | 1 – 1                                                                        | Uzbekistan                                                                   | Amichevole                                                                   | -                                                                            | 72’                                                                          |
| 31-3-2015                                                                    | Seul                                                                         | Corea del Sud                                                                | 1 – 0                                                                        | Nuova Zelanda                                                                | Amichevole                                                                   | -                                                                            |                                                                              |
| 8-10-2015                                                                    | Madinat al-Kuwait                                                            | Kuwait                                                                       | 0 – 1                                                                        | Corea del Sud                                                                | Qual. Mondiali 2018                                                          | -                                                                            |                                                                              |
| 13-10-2015                                                                   | Seul                                                                         | Corea del Sud                                                                | 3 – 0                                                                        | Giamaica                                                                     | Amichevole                                                                   | -                                                                            | 85’                                                                          |
| 17-11-2015                                                                   | Vientiane                                                                    | Laos                                                                         | 0 – 5                                                                        | Corea del Sud                                                                | Qual. Mondiali 2018                                                          | -                                                                            |                                                                              |
| 27-3-2016                                                                    | Bangkok                                                                      | Thailandia                                                                   | 0 – 1                                                                        | Corea del Sud                                                                | Amichevole                                                                   | -                                                                            |                                                                              |
| 11-11-2016                                                                   | Cheonan                                                                      | Corea del Sud                                                                | 2 – 0                                                                        | Canada                                                                       | Amichevole                                                                   | -                                                                            | 46’                                                                          |
| 15-11-2016                                                                   | Seul                                                                         | Corea del Sud                                                                | 2 – 1                                                                        | Uzbekistan                                                                   | Qual. Mondiali 2018                                                          | -                                                                            | 82’                                                                          |
| 7-6-2017                                                                     | Ras al-Khaima                                                                | Iraq                                                                         | 0 – 1                                                                        | Corea del Sud                                                                | Amichevole                                                                   | -                                                                            |                                                                              |
| 24-3-2018                                                                    | Belfast                                                                      | Irlanda del Nord                                                             | 2 – 1                                                                        | Corea del Sud                                                                | Amichevole                                                                   | -                                                                            | 68’                                                                          |
| 27-3-2018                                                                    | Varsavia                                                                     | Polonia                                                                      | 3 – 2                                                                        | Corea del Sud                                                                | Amichevole                                                                   | -                                                                            |                                                                              |
| 28-5-2018                                                                    | Taegu                                                                        | Corea del Sud                                                                | 2 – 0                                                                        | Honduras                                                                     | Amichevole                                                                   | -                                                                            | 85’                                                                          |
| 7-6-2018                                                                     | Innsbruck                                                                    | Corea del Sud                                                                | 0 – 0                                                                        | Bolivia                                                                      | Amichevole                                                                   | -                                                                            |                                                                              |
| 18-6-2018                                                                    | Nižnij Novgorod                                                              | Svezia                                                                       | 1 – 0                                                                        | Corea del Sud                                                                | Mondiali 2018 - 1º turno                                                     | -                                                                            | 28’                                                                          |
| 16-10-2018                                                                   | Cheonan                                                                      | Corea del Sud                                                                | 2 – 2                                                                        | Panama                                                                       | Amichevole                                                                   | 1                                                                            | 71’                                                                          |
| 20-11-2018                                                                   | Brisbane                                                                     | Uzbekistan                                                                   | 0 – 4                                                                        | Corea del Sud                                                                | Amichevole                                                                   | -                                                                            | 76’                                                                          |
| 11-12-2019                                                                   | Pusan                                                                        | Corea del Sud                                                                | 2 – 0                                                                        | Hong Kong                                                                    | Coppa dell'Asia orientale 2019                                               | -                                                                            | cap.                                                                         |
| Totale                                                                       |                                                                              | Presenze                                                                     | 41                                                                           |                                                                              | Reti                                                                         | 1                                                                            |                                                                              |

## Palmarès

### Club

#### Competizioni nazionali
- Campionato giapponese: 1

Kashima Antlers: 2009
- Coppa J. League: 1

Júbilo Iwata: 2010
- Campionato svizzero: 2

Basilea: 2011-2012, 2012-2013
- Coppa Svizzera: 1

Basilea: 2011-2012
- Coppa di Germania: 1

Borussia Dortmund: 2016-2017

#### Competizioni internazionali
- AFC Champions League: 1

Ulsan Hyundai: 2020

### Nazionale
- Giochi asiatici: 1

2014
- Coppa dell'Asia orientale: 1

2015